# Kennisoverdracht
Kennisoverdracht is een kunstwerk in Amsterdam-Zuid.
Het geeft een schoolmeester en drie van zijn leerlingen weer. Twee van de leerlingen lijken gebukt te gaan onder een rij boeken. Het beeld geeft, volgens de zoon en vrouw van de ontwerper, de volgende figuren weer:
- links: een grote zittende figuur op stoel aan de ene kant, de onderwijzer die lesgeeft
- rechts daarvan: een kleine zittende figuur op stoel, een leerling die les krijgt
- rechts daarvan: een op de grond zittende figuur die leert en studeert
- rechts: een op boeken geknield zittende figuur, als weergave van het “onder de knie krijgen/hebben”

Het beeld heeft te lijden onder erosie.
Het natuurstenen beeld staat in het Beatrixpark in een grasveld, dat wordt aangeduid met Beethovenplein. De noordelijke grens van het parkgedeelte wordt gevormd door het fietspadgedeelte van de Prinses Irenestraat. Het beeld behoort bij het Sint-Nicolaaslyceum. Kennisoverdracht dateert van 1965 en is ontworpen door kunstenaar Frans van der Burgt. Het beeld staat op betonnen palen. De opdrachtgever voor het beeld was het bureau Peters en Boogers van onder andere architect Lau Peters, ontwerper van de eerste versie van die school. Het stond eerst bij de ingang van de school, Prinses Irenestraat 21. Het Sint-Nicolaaslyceum kreeg in de jaren tien van de 21e eeuw nieuwbouw, waarbij het beeld enkele meters verhuisde.